# 奉加帳方式
奉加帳方式（ほうがちょうほうしき）とは、付き合いで金銭を負担させられたり、署名させられたりすることをいう。名称は奉加帳の如く、横並びで金品を出させられたりすることから。

## 概要
つきあいで参加させられたりすることを指す。たとえば、政府主導によって行政指導で企業が設立され、民間企業が「つきあい」で出資させられることがある。
企業が業界団体に付き合いで加盟したり、講演会やパーティーに付き合いで出席したりということも多い。
町内会などでもよくある。「みんなが出すから出す」という言葉に代表され、日本のみならず、東南アジア（バリ島など）でもみられる文化である。